# Hieracium vapenicanum
Hieracium vapenicanum — вид квіткових рослин з родини айстрових (Asteraceae). Вид зростає в Європі: Польща, Словаччина; це багаторічна рослина помірних біомів.

## Морфологічна характеристика
Стебла у верхній частині з 3–8 приквіткоподібними листками. Рослини завжди одноголові. Черешки завжди цілісні. Обгорткові приквітки лінійні, середні 0,7–0,9 мм завширшки. Зовнішні язички 9,7–15,7 мм завдовжки.